# Липа пушистая
Ли́па пушистая, или Липа во́йлочная, или Липа серебри́стая, или Липа венге́рская (лат. Tilia tomentosa) — лиственное дерево, вид рода Липа (Tilia) семейства Мальвовые (Malvaceae); ранее род Липа обычно выделялся в самостоятельное семейство Липовые (Tiliaceae).

## Ботаническое описание
Дерево до 30 м высотой, с мощной шатровидной кроной и вверх направленными ветвями.
Кора старых стволов довольно светлая, с южной стороны с трещинами, с северной — гладкая.
Почки округло-овальные, (3,5)5—7 мм длиной, 1,5—2 мм шириной, так же, как и молодые побеги густо опушённые мелкими звездчатыми волосками; годовалые побеги совсем или почти голые, кирпично-красные, с блестящим белым налётом.

### Листья

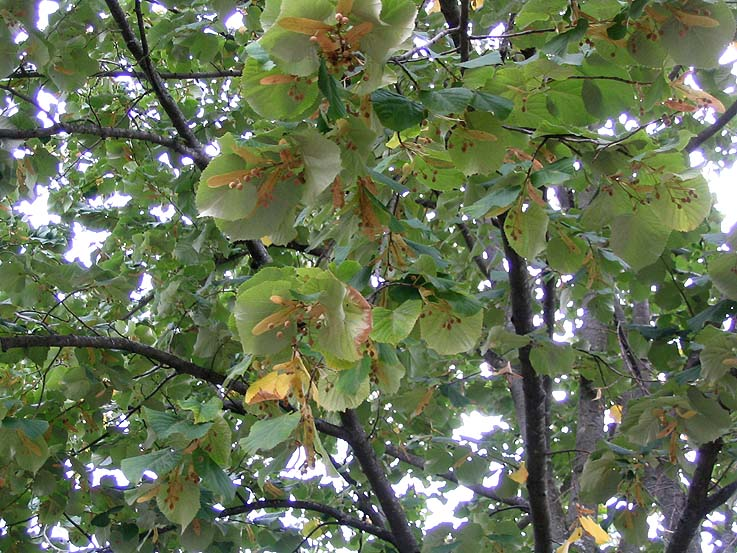
Крона плодоносящего дерева

Черешки листьев 3—3,5(6) см длиной, густо опушённые, иногда только в части, прилегающей к пластинке. Листья плодоносящих побегов округлые, с небольшим остроконечием на вершине и сердцевидным основанием, 8—10 см длиной и почти такой же ширины, неравнозубчатые, иногда слегка лопастные, зубцы с плотным и светлым остроконечием, около 2 мм длиной, базальные жилки в числе 6—8, жилки второго порядка в числе 4—5, жилки третьего порядка слабо заметные, между собой параллельные; листья стерильных побегов 10—15 см длиной и шириной, плотные, сверху голые, тёмно-зелёные, иногда с единичными волосками, снизу густо войлочно-беловато-опушённые, причём на нижних листьях, развивающихся в затенении, опушение выражено слабее или почти отсутствует, более-менее косые или почти равнобокие, с более-менее выемчатым или почти прямолинейным или даже слабоклиновидным основанием, на вершине коротко-оттянуто-заострённые, по краю зубчатые, с небольшими, неравными, частыми зубцами, снизу с ясно выраженными жилками третьего порядка; листья жировых побегов дельтовидные, постепенно к концу заострённые, с сердцевидным основанием, 7—11 см длиной, 8—10 см шириной, неправильнозубчатые.

### Соцветия и цветки

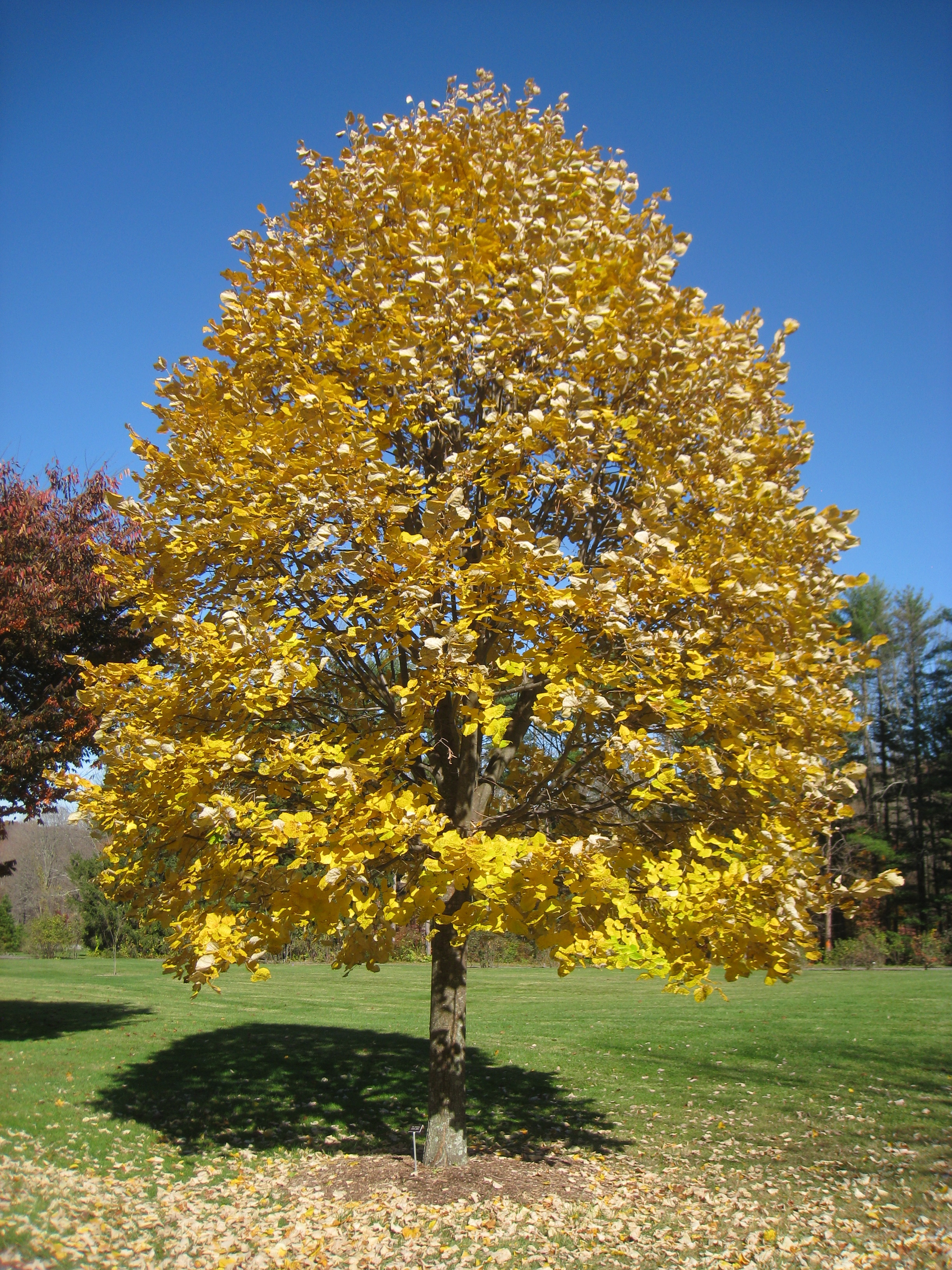
Дерево осенью в парке, Нью-Йорк

Соцветие из 6—10 цветков, с густо опушёнными цветоножками, несколько превышает прицветный лист. Прицветный лист крупный, (4)5—7(10) см длиной и (1)1,5—2(2,5) см шириной, ланцетный или языковидный, низбегающий до основания цветоноса, покрытый с обеих сторон мелкими звездчатыми волосками. Цветонос отходит от первой трети длины прицветного листа. Цветки 10—15 мм в диаметре; чашелистики часто опушённые, снаружи и по краям мелкими звездчатыми волосками, внутри опушение состоит из довольно длинных простых белых волосков, продолговатые, (1)4—5 мм длиной; лепестки до 7 мм длиной, 1,5—2 мм шириной; стаминодии более короткие и узкие, чем лепестки, с килем по спинке, около 4(5) мм длиной и 1 мм шириной; тычинки около 4 мм длиной; завязь округлая, опушённая, серо-белыми звездчатыми волосками; столбик тонкий, голый, около 4 мм длиной; рыльце с нерасходящимися лопастями, направленными вверх. Цветёт в июле.

### Плоды
Плоды густо опушённые звездчатыми волосками, шаровидные или обратнояйцевидные, 6—8(10) мм длиной, 5—6 мм шириной, с плотной, деревянистой оболочкой, на поверхности бугорчатой и морщинистой, с выступающими продольными рёбрами.
Семядоли дланеобразные, пяти-пальчато-лопастные, иногда лопасти с дополнительными верхушками, по краям и по всей пластинке с редкими паутинистыми волосками; черешок семядоли покрыт простыми щетинистыми волосками. Плодоносит в сентябре.
Первые листья дельтовидные, у основания сердцевидно вырезанные, по краям закруглённо-пильчатые, снизу негусто покрытые звездчатыми волосками, по краям реснитчатые; черешки покрыты простыми и звездчатыми волосками.

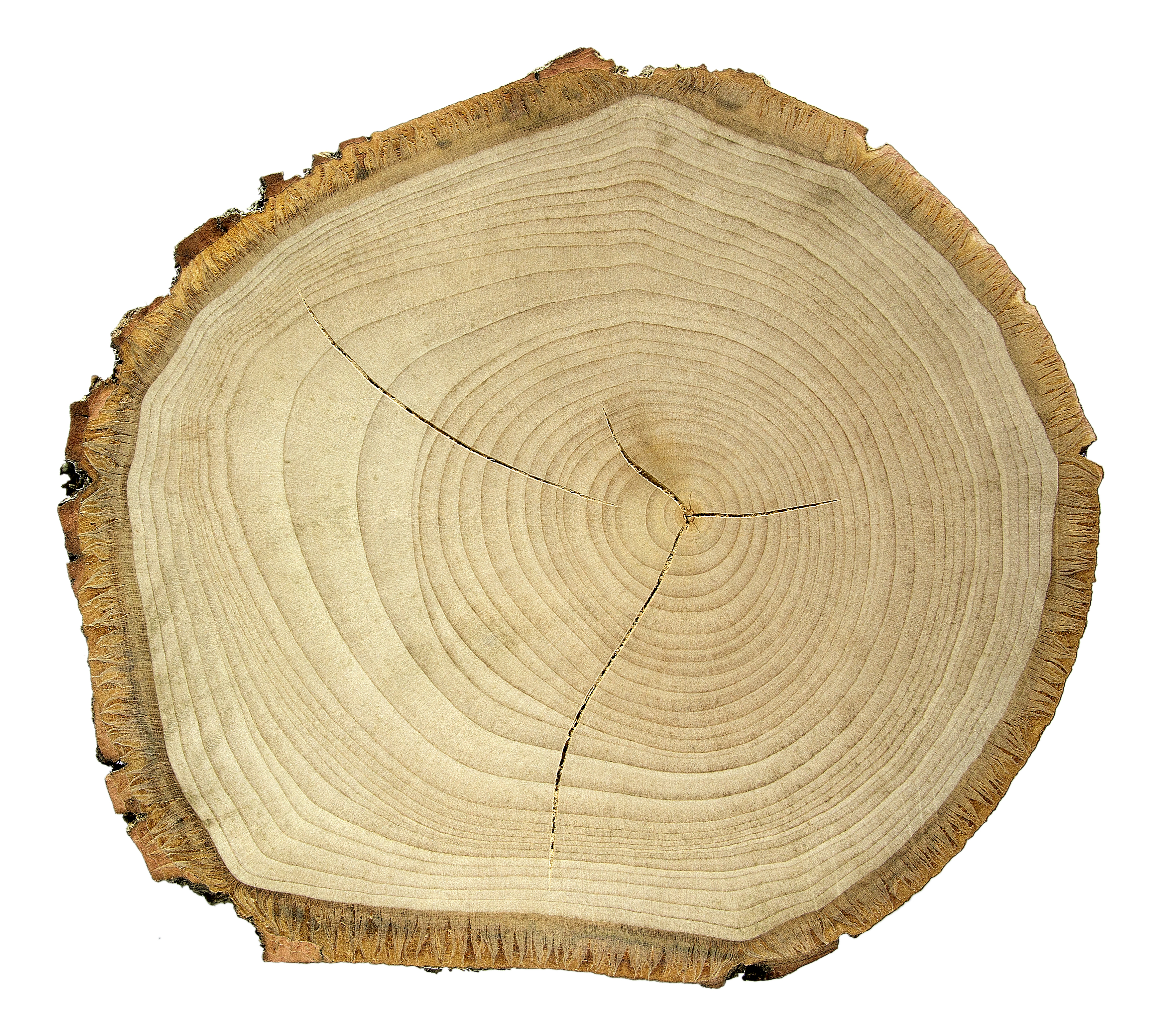
Tilia tomentosa - Тулузский музеум

## Распространение и экология
В естественном виде встречается в Европе: Венгрия, Молдавия, Украина (юго-запад), Албания, Болгария, страны бывшей Югославии, Греция, Румыния и на западе Турции.
Растёт в дубовых и смешанных лесах. Встречается в лесах юго-западной части территории бывшего СССР, является основной лесообразующей породой Колхидских лесов наряду с дубом и каштаном.
Вид внесён в Красную книгу Украины и Закарпатской области.

## Применение
Высоко ценится в озеленении за войлочно-серебристую нижнюю поверхность листьев и крупную крону. Вид недостаточно зимостоек и не вполне засухоустойчив, но на Украине, в Ростовской, Воронежской и Курской областях может быть рекомендован для лесопосадок в качестве базы для пчеловодства. Широко культивируется в Крыму и на Черноморском побережье Кавказа.
Медонос.

## Классификация

### Таксономическая схема
Вид Липа пушистая относится к роду Липа (Tilia) семейства Мальвовые (Malvaceae).
|  |                  |  |                     |                          |                       |  | ещё 45 порядков покрытосеменных (согласно Системе APG II) | ещё 45 порядков покрытосеменных (согласно Системе APG II) |                                           |  |  |  | ещё около 204 родов | ещё около 204 родов |  |  |
|  |                  |  |                     |                          |                       |  | ещё 45 порядков покрытосеменных (согласно Системе APG II) | ещё 45 порядков покрытосеменных (согласно Системе APG II) |                                           |  |  |  | ещё около 204 родов | ещё около 204 родов |  |  |
|  |                  |  |                     | отдел Цветковые растения |                       |  |                                                           |                                                           | семейство Мальвовые                       |  |  |  |                     | вид Липа пушистая   |  |  |
|  |                  |  |                     | отдел Цветковые растения |                       |  |                                                           |                                                           | семейство Мальвовые                       |  |  |  |                     | вид Липа пушистая   |  |  |
|  | царство Растения |  |                     |                          | порядок Мальвоцветные |  |                                                           |                                                           | род Липа                                  |  |  |  |                     |                     |  |  |
|  | царство Растения |  |                     |                          |                       |  |                                                           |                                                           |                                           |  |  |  |                     |                     |  |  |
|  |                  |  | ещё около 21 отдела | ещё около 21 отдела      |                       |  |                                                           | ещё 10 семейств (согласно Системе APG II)                 | ещё 10 семейств (согласно Системе APG II) |  |  |  | ещё около 40 видов  |                     |  |  |
|  |                  |  |                     | ещё около 21 отдела      |                       |  |                                                           |                                                           | ещё 10 семейств (согласно Системе APG II) |  |  |  |                     |                     |  |  |